# Église Saint-Marse de Bais
L'église Saint-Marse est une église catholique située à Bais, en France.

## Localisation
L'église est située dans le département français d'Ille-et-Vilaine, sur la commune de Bais.

## Historique

### L'ermite Saint-Marse et le culte de ses reliques

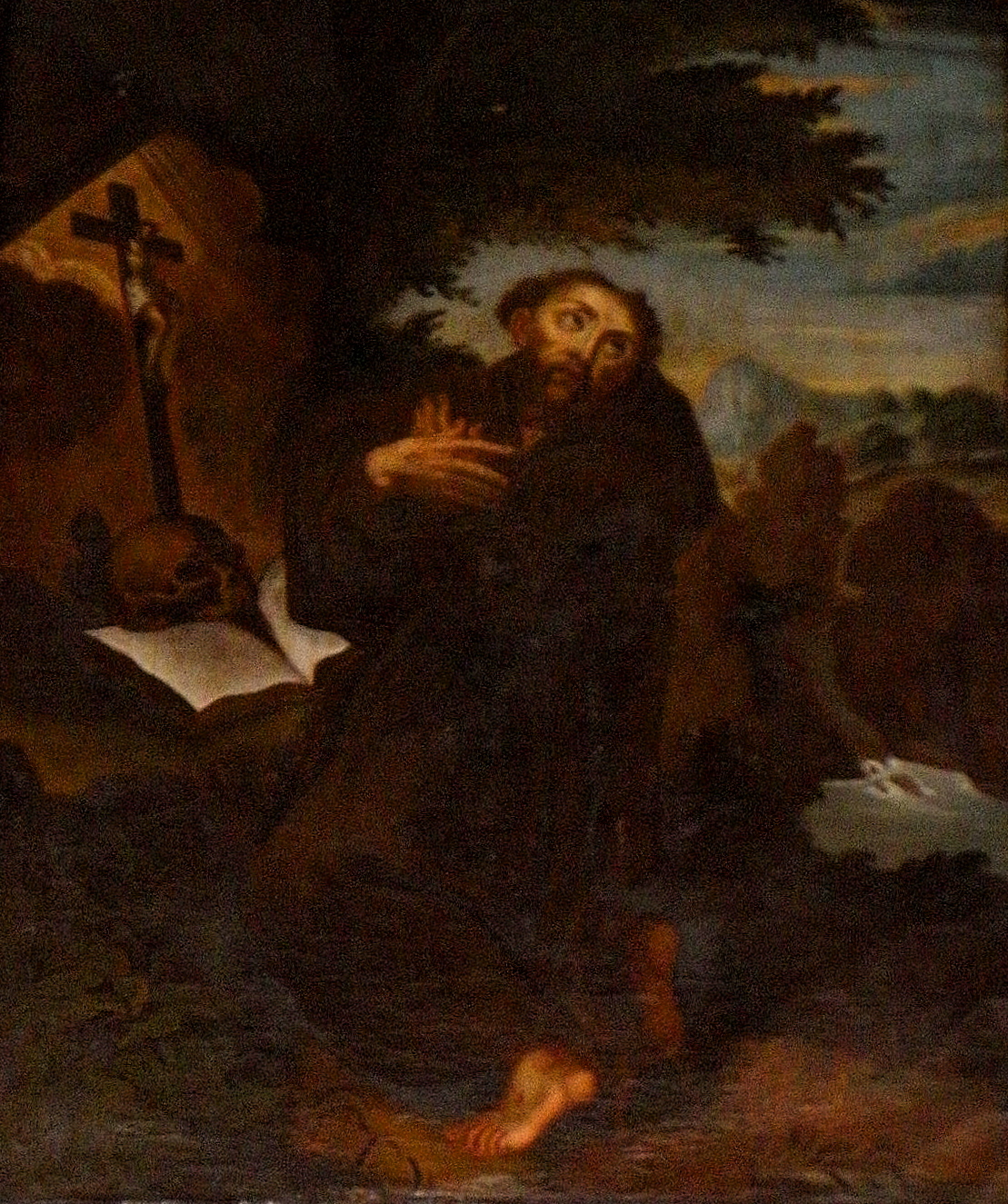
Extase de saint François d’Assise

L'église de Bais est placée sous le patronage de saint Marse (ou saint Mars) , confesseur breton né sur le territoire de la paroisse. Disciple et compagnon de saint Melaine, la tradition le donne pour évêque de Nantes au VIe siècle. Ayant résilié la charge épiscopale, retiré à Bais, il serait mort vers 535, peu après avoir assisté aux funérailles de saint Melaine avec saint Aubin et saint Lô. La chapelle Saint-Mars, au lieu-dit Marsé, marquerait l'emplacement de son ermitage.
L'église paroissiale, construite à proximité de sa tombe, développe à travers ses vitraux et divers objets mobiliers, toute une iconographie retraçant la vie légendaire de l'ermite.
Albert Le Grand rapporte dans La Vie des saincts de la Bretaigne armorique, que Marse aurait refusé de manger en temps de Carême des eulogies bénites par l'évêque de Rennes. Les ayant dissimulées sous sa bure, elles se seraient alors transformées en un serpent, ne recouvrant leur aspect initial qu'une fois la faute avouée à Melaine.
Retrouvés intacts, les ossements du saint firent l'objet d'un culte en l'église paroissiale jusqu'en 1427. Les craintes que laissait peser la guerre de Cent Ans pour la sécurité du reliquaire conduisirent les habitants à porter les reliques au château de Vitré. Transférées en la collégiale voisine de la Madeleine, les reliques ne regagnèrent Bais qu'en 1750, encore ne s'agissait-il que d'un fémur et de deux côtes.
La révolution vit la profanation de l'église par les troupes du général Vérine le 27 avril 1794. Les reliques du saint furent à cette occasion soustraites à la fureur des soldats par une paroissienne qui les conserva à son domicile jusqu'en 1804.
En 1843, le reste des ossements de Saint-Marse, quittant l'église Notre-Dame de Vitré, furent restitués à la paroisse de Bais.
Ces deux derniers évènements sont illustrés par deux verrières à l'intérieur de l'église: une des ateliers Lobin de Tours, l'autre de la maison Champigneulle de Paris.

### Histoire de l'édifice
L'édifice est classé au titre des monuments historiques en 1910 et inscrit en 2006.

## Architecture

### Extérieur
- Le porche des malades (au fond du porche, un banc bien à l'abri des courants d'air accueillait les lépreux, qui venaient de la maladrerie, située route de Louvigné-de-Bais. Ils pouvaient ainsi assister aux offices sans risquer de contaminer les autres fidèles)[9].
- L'église à pignons multiples du XVIème
- le portail Renaissance qui date de 1566, classé monument historique par l'arrêté du 26 octobre 1910[10].
- L'agrandissement du XIXe siècle a concerné le transept et le chœur reconstruits en style néogothique flamboyant, avec réemploi d'éléments anciens[11]

### Vitraux
L'ensemble des vitraux de l'église Saint-Marse de Bais date du dernier quart du XIXe siècle. Deux ateliers ont œuvré ici: Lobin de Tours et Charles Champigneulle et fils de Paris. Par arrêté du 2 avril 1982, 10 verrières ont été classées monuments historiques au titre d'objet, pour la plupart réalisées par l'atelier parisien. Il est possible de scinder en trois cet ensemble suivant le thème illustré: la vie de Saint-Marse et le culte de ses reliques, l'expression de la piété propre au XIXème finissant, la manifestation de dévotions plus classiques.
Saint-Marse et son culte à Bais
- À l'occasion d'une prédication à Bais, Saint-Marse fait jaillir une source. Verrière de Champigneulle, 1886, classée[12].
- Saint-Aubin, Saint-Lô et Saint-Marse ramenant le corps de Saint-Melaine de Platz à Rennes. Verrière de Champigneulle, 1886, classée[13].
- Mme Crublet sauvant les reliques de Saint-Marse le 27 avril 1794. Verrière de Lubin de Tours, classée[14].
- Restitution des reliques de Saint-Marse par la paroisse Notre-Dame de Vitré en 1843. Verrière de Champigneulle, 1886, classée[15].

Prédication de Saint-Marse à Bais.
Funérailles de Saint-Melaine.
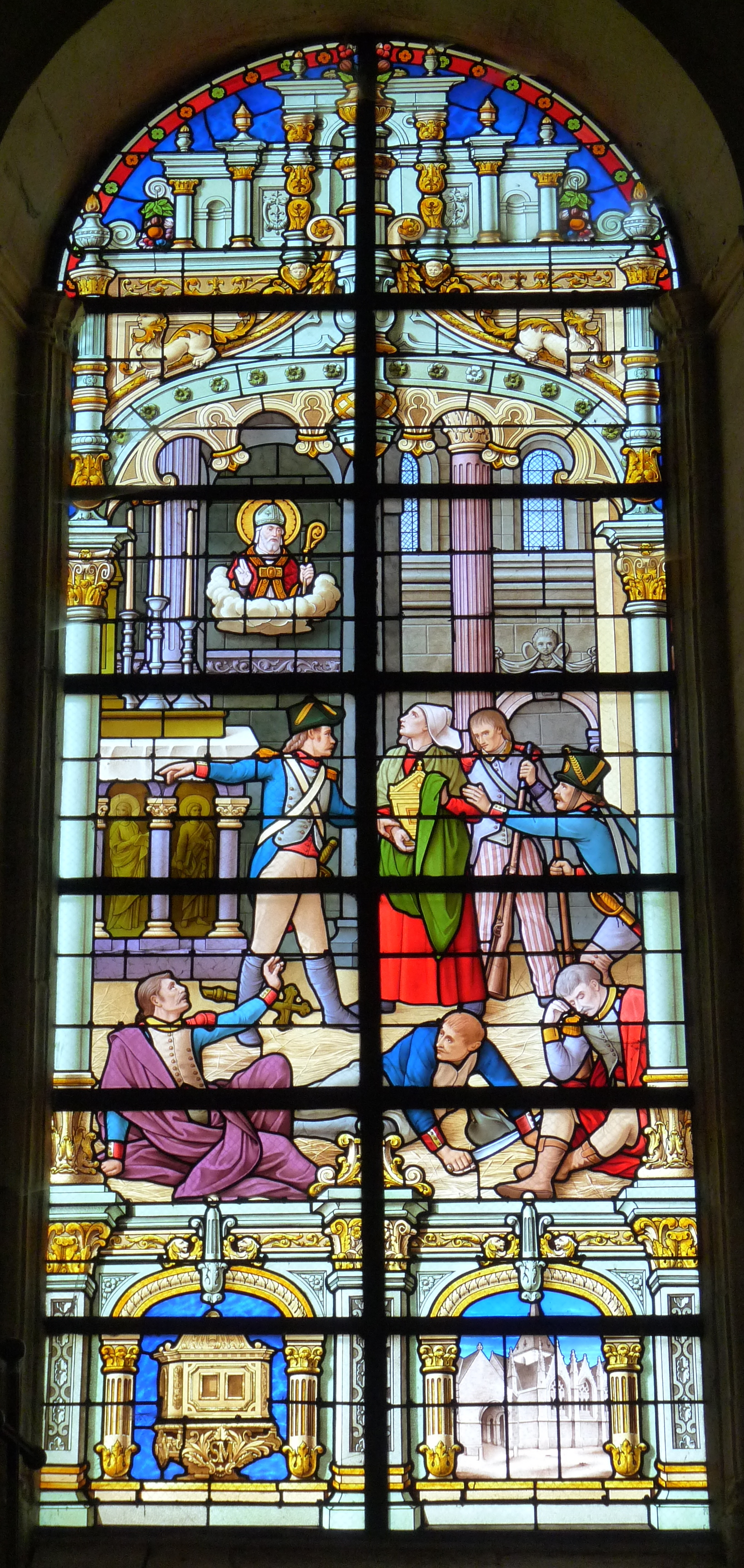
Soustraction des reliques de Saint-Marse à la fureur révolutionnaire.
Retour des reliques de Saint-Marse en 1843.

Exercices de piété propres à la fin du XIXe siècle
- Quatre des mystères du Rosaire: mariage de la Vierge, Annonciation, Fuite en Égypte et Couronnement de la Vierge. Vitrail de Lobin de Tours.
- Iconographie mariale: Apparitions de Lourdes.Vitrail de Lobin de Tours, 1882.
- Apparition de Paray-le-Monial: iconographie dans la continuité de la consécration de la France au Sacré-Cœur après la défaite de 1870. Vitrail de Lobin de Tours.
- Saint-Joseph artisan, patron des ouvriers.
- Saint-Joseph, patron de la bonne mort.

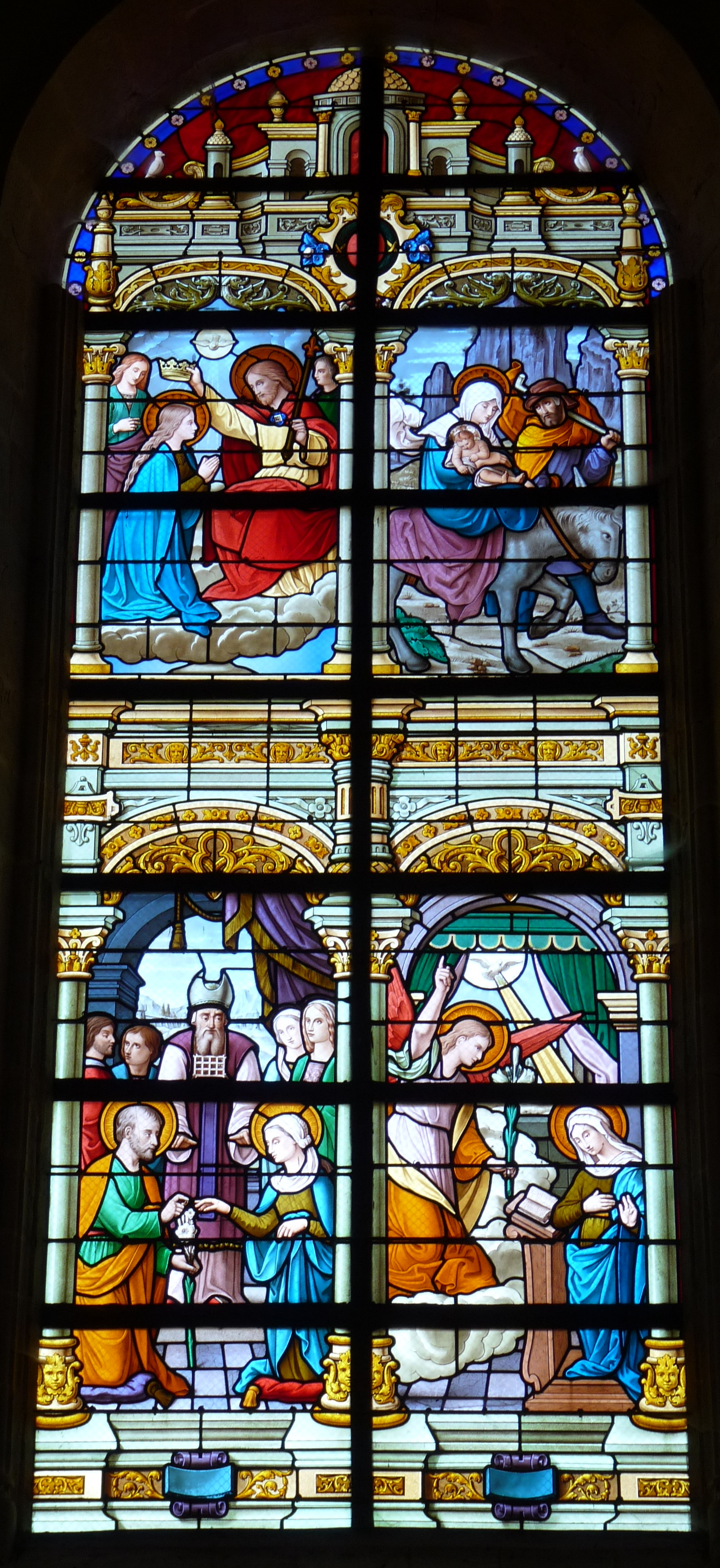
Trois mystères joyeux et un glorieux du Rosaire.
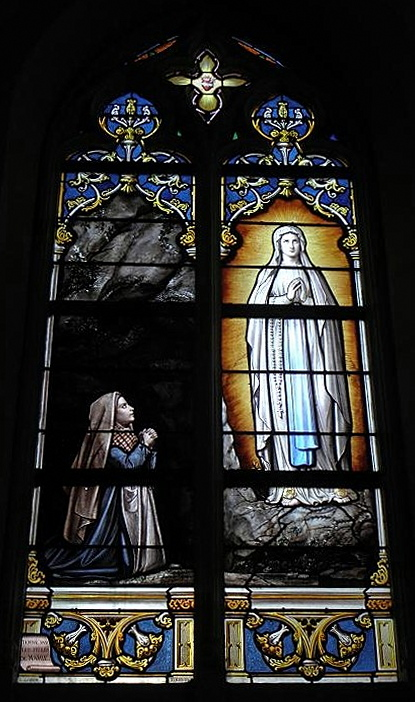
Apparition de Lourdes.
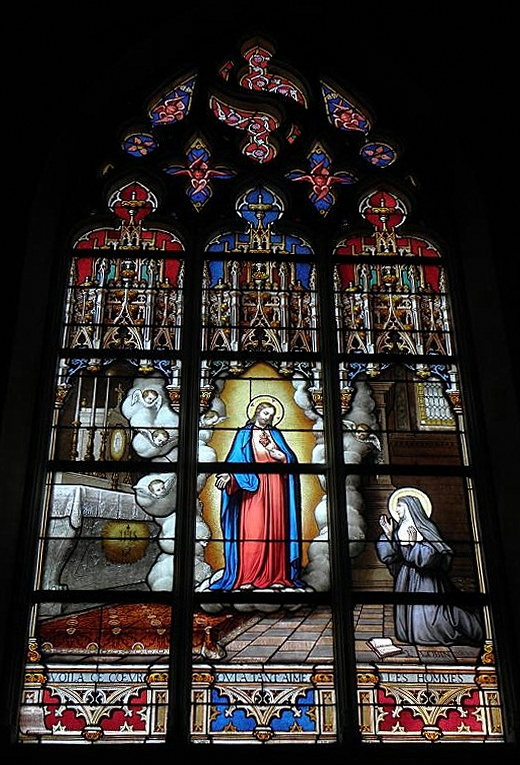
Apparition du Sacré-Cœur à Sainte-Marguerite-Marie Alacoque.
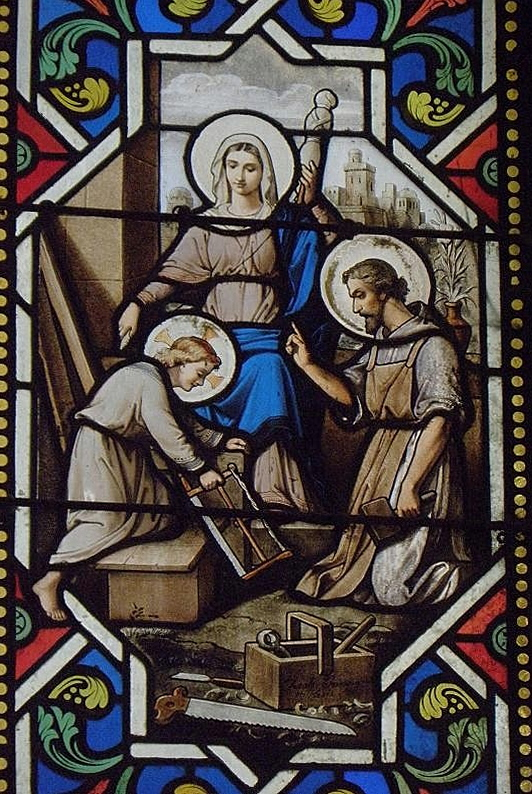
La Sainte-Famille à Nazareth.
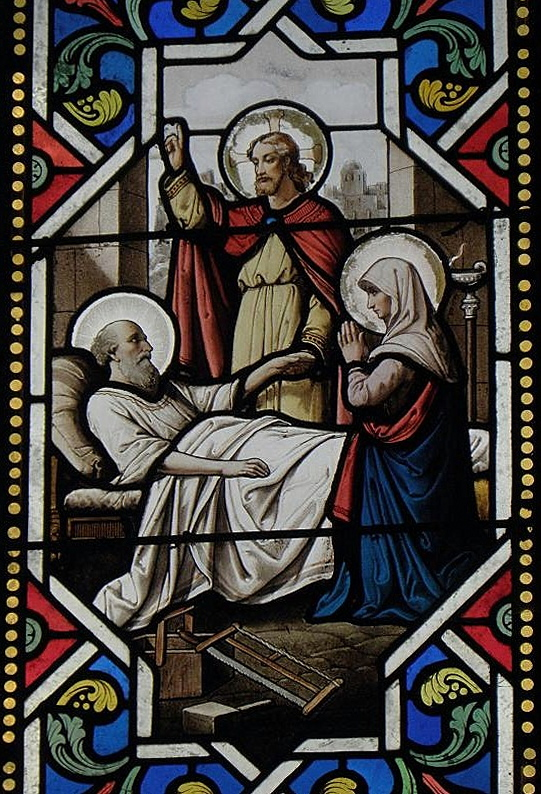
La mort de Saint-Joseph.

Dévotions plus classiques
- La donation des clefs du Paradis à Saint-Pierre par Jésus: en écho au prieuré Saint-Pierre de Bais, à la présentation de l'Abbaye Saint-Melaine de Rennes. Verrière de Champigneulle, 1886, classée[16].
- La conversion de Paul: rappel de la statue de l'apôtre des gentils au retable du maître-autel, et offerte par l'abbé Perce, ancien curé de Bais, pour honoré son saint patron. Verrière de Champigneulle, 1886, classée[17].
- Baptême du Christ par Jean-Baptiste. Verrière de Champigneulle, 1886, classée[18].
- Arrestation de Saint-Maurice. Verrière de Champigneulle, 1886, classée[19].
- Légende de Saint-Nicolas. Verrière de Champigneulle, 1886, classée[20].

Le Christ remettant à Saint-Pierre les clefs du Paradis.
Conversion de paul sur le chemin de Damas.
Baptême du Christ par Jean-Baptiste dans le Jourdain.
Arrestation de Saint-Maurice.
Légende de Saint-Nicolas.

## Mobilier

### Le grand retable lavallois du maître-autel

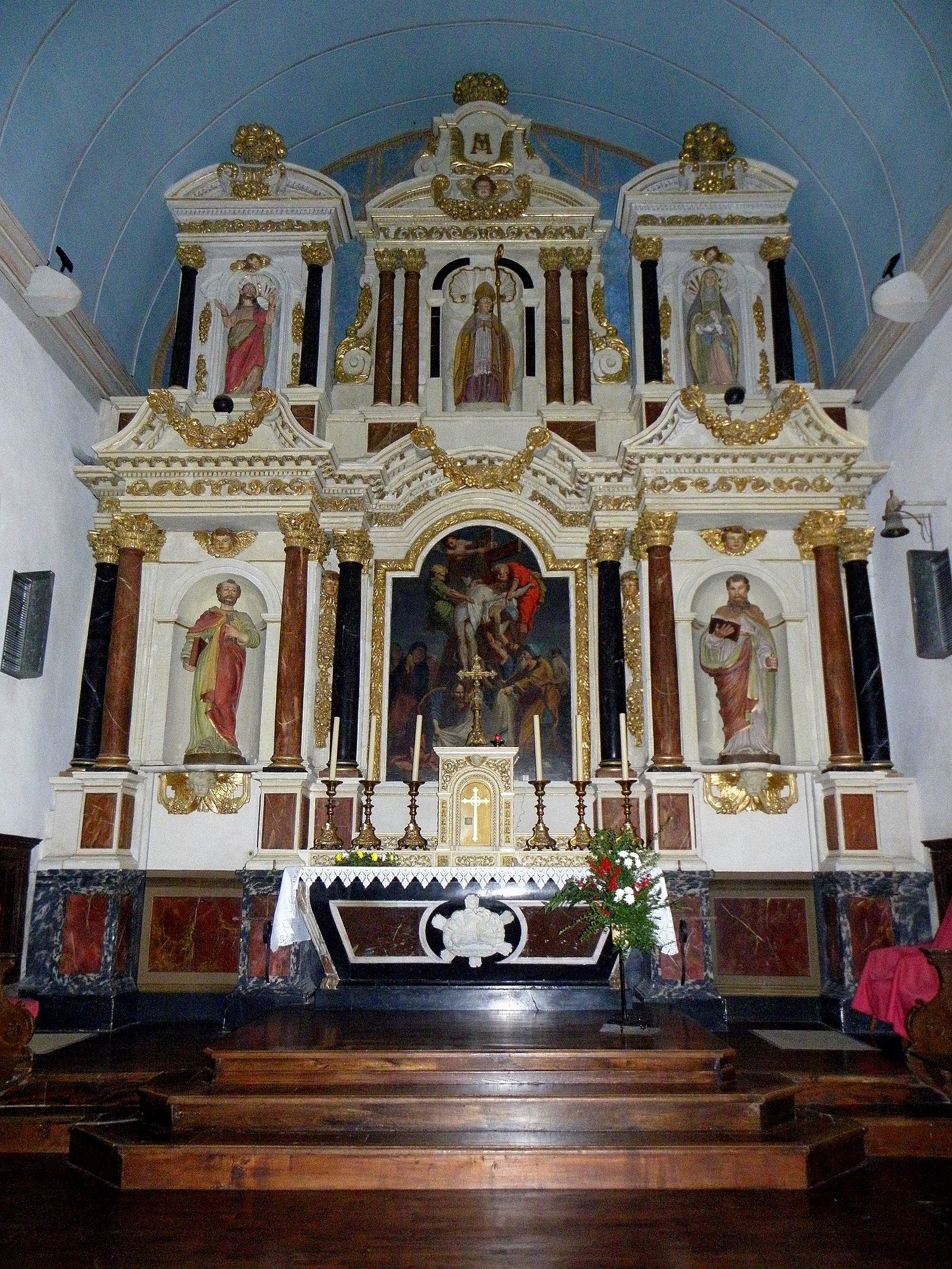
Le maître-autel de l'église et son retable lavallois.

Le chœur de l'église de Bais accueille un grand retable lavallois datant de 1678. Bien qu'anonyme, il peut être rapproché de l'école des Corbineau par l'emploi sans réserve du marbre et l'utilisation plus mesurée des ornements floraux en bois doré. Pour Jacques Salbert, il est possible que le maître-autel de Bais appartienne également à l'œuvre de François Huguet.
Quelque peu retouché en 1840 et 1936, il n'en conserve pas moins d'indéniables qualités architecturales de même qu'un ensemble de statues anciennes qui ont conduit tant à sa conservation lors de l'agrandissement de l'église, à la fin du XIXe siècle, qu'à son classement à titre d'objet, par arrêté du 18 octobre 1974. Cette œuvre ne constitue aucunement une singularité pour la région vitréenne, la richesse née de l'industrie toilière ayant permis au XVIIe siècle de recourir au service d'architectes mayennais traduisant dans la pierre, par leur art ostentatoire, l'orgueil et la ferveur des paroisses.
Ces retables lavallois s'inscrivent par ailleurs dans le contexte de la Contre-Réforme. Celui de Bais n'a guère de visée catéchétique, ce rôle étant plutôt dévolu à la chaire, ici disparue. Il concourt avant tout à la théâtralisation du mystère eucharistique, le Concile de Trente ayant réaffirmé la doctrine de la transsubstantiation. Par ailleurs, il participe également de la volonté de hiérarchisation des espaces sacrés au sein de l'église, le chœur étant désormais exclusivement dévolu aux seuls ministres du culte.
Le retable du maître-autel de Bais est caractéristique de la production lavalloise. Œuvre savante d'un architecte, la composition s'organise sur trois niveaux horizontaux (soubassement, partie médiane, second étage), contrebalancée par une tripartition verticale (corps central, légèrement en retrait, flanqué de deux ailes latérales). Le retable est puissamment structuré, l'effet tassant de l'étagement, que soulignent de forts entablements, étant contrecarré par l'élan ascensionnel auquel contribuent le triple emmarchement conduisant à l'autel, la profusion des colonnes et colonnettes, l'usage de frontons courbes ou brisés.
Le retable lavallois allie richesse des matériaux utilisés (tuffeau blanc du Val de Loire, marbres blanc, rose de Saint-Berthevin, Marbre noir d’Argentré ou Sablé) et profusion des ornements dorés (chapiteaux corinthiens, guirlandes et paniers de fleurs, têtes d'angelots et autres volutes et rinceaux). Il abrite toute une statuaire classée: Saint-Pierre et Saint-Paul à l'étage noble, Saint-Marse trônant tout en haut de la composition, entre le Christ rédempteur et Sainte-Anne. Le tableau central représente une Descente de Croix, copie inversée de celle de Jean Jouvenet conservée au Louvre.

### Autres objets remarquables
- Le bénitier, de forme octogonale[26].